# Catoptrus inaequalis
Catoptrus inaequalis är en kräftdjursart som först beskrevs av M. J. Rathbun 1906.  Catoptrus inaequalis ingår i släktet Catoptrus och familjen simkrabbor. Inga underarter finns listade i Catalogue of Life.